# Chełmski
Chełmski là một huyện thuộc tỉnh Lubelskie của Ba Lan. Huyện có diện tích 1887 km². Đến ngày 1 tháng 1 năm 2011, dân số của huyện là 78530 người và mật độ 42 người/km².